# Bhilai Charoda
Bhilai Charoda (eller bara Charoda) är en stad i den indiska delstaten Chhattisgarh, och tillhör distriktet Durg. Den ingår i storstadsområdet runt Durg-Bhilai Nagar, och folkmängden uppgick till 98 008 invånare vid folkräkningen 2011.